# برناردو هابرمن
برناردو هابرمن (Bernardo Huberman)، عضو و معاون تیم سیستم‌های Next-Gen است. او همچنین استاد مشاور در دپارتمان فیزیک کاربردی و برنامه سیستم نمادین در دانشگاه استنفورد می‌باشد. هابرمن دکترایش را از دانشگاه پنسیلوانیا در رشته فیزیک کسب نموده است.

## اوان زندگی و کار
هابرمن که اصالتاً اهل آرژانتین است، کارشناسی ارشدش را در سال ۱۹۶۶ میلادی از دانشگاه بوئنوس آیرس آرژانتین گرفت. او دکترایش را در سال ۱۹۷۱ میلادی در رشته فیزیک از دانشگاه پنسیلوانیا دریافت کرد. هابرمن به عنوان دانشمند مدعو در مؤسسه لاو-لانگوین در گرینوبل، فرانسه و مؤسسه فیزیک نظری، دانشگاه عبرانی اورشلیم، اسرائیل کار کرد. او همچنین در دانشگاه پاریس، École Normale Supérieure، در پاریس فرانسه، مؤسسه نیلزبور در کوپنهاگ دنمارک و دانشگاه اروپائی تجارت، INSEAD در فرانسه، استاد مدعو بود. او در مرکز آسپن برای فیزیک بین سال‌های ۱۹۸۰–۱۹۸۳ به عنوان معتمد و منشی ایفای وظیفه کرده‌است.
هابرمن در اصل در فیزیک ماده متراکم، از هادی‌های سوپرآیونیک گرفته تا ابرسیال‌های دو بُعدی کار کرده و در نظریه‌ای پدیده‌های بحرانی در سیستم‌های کم بعدی سهم داشته‌است. او یکی از کاشفان هرج و مرج در تعدادی از سیستم‌های فیزیکی بود و همچنین تعدادی از خصوصیات جهانی را در سیستم‌های غیر خطی دینامیکی ایجاد کرد. تحقیقات او در مورد دینامیک‌های ساختمان‌های پیچیده منجر به کشف فرا انتشار در سیستم‌های مرتبه‌ای شد.
هابرمن به مرکز تحقیقاتی پالو آلتو (PARC) در شرکت زیراکس پیوست، جاییکه در رشته علوم معلوماتی، او موجودیت انتقال فاز در سیستم‌های توزیع شده در پیمانه بزرگ را پیش‌بینی کرده و یک روی‌کرد اقتصادی را برای حل سؤالات سخت محاسباتی ایجاد کرد. او سه کتاب در مورد ایکولوژی و محاسبه و ایکولوژی وب را تألیف یا ویراستاری کرده‌است.
.
در سال ۱۹۸۹ او و همکارانش اسپاون (Spawn)، یک سیستم بازار را برای تخصیص منابع در بین ماشین‌ها در شبکه‌های کامپیوتری، و چند سال بعد میکانیزم بازار حرارتی چند عاملی را برای کنترل محیط تعمیرها طراحی و به کار بردند. کار بعدی مشابه در لابراتوارهای HP به نام Tycoon جایزه Horizon برای خلاقیت را دریافت کرد. هابرمن پس از کار کردن در زیراکس PARC، عضو ارشد در لابراتوارهای HP شد.

## کارهای اخیر و قدردانی
پژوهش‌های  هابرمن برای سالیان متعدد بر وب جهانی (World Wide Web) با تمرکز خاص بر دینامیک‌های رشد و کاربرد آن متمرکز بود. او با اعضای گروه‌اش تعدادی قانون‌مندی‌های قوی را کشف کردند مانند دینامیک‌های که رشد وب را تضمین می‌کنند و قوانینی که مشخص می‌سازد، چگونه کاربران وب‌گردی کرده و الگوهای تراکم مشاهده شده ایجاد کنند.
اخیراً، هابرمن رئیس میکانیزم‌ها و لابراتوار دیزاین در لابراتوارهای هولیت پاکارد بود، جاییکه کار او بر طراحی میکانیزم‌های جدید برای کشف و جمع‌آوری معلومات در سیستم‌های توزیع شده همچنین درک دینامیک‌های معلومات در شبکه‌های بزرگ متمرکز است.